# Ports of Call
Ports of Call is een simulatiespel. Het spel is in de jaren 80 van de 20e eeuw ontwikkeld door Rolf-Dieter Klein en Martin Ulrich. Het spel was Duits- en Engelstalig. Inmiddels zijn er vele versies van in omloop. Aan het originele spel wordt tegenwoordig gerefereerd als 'PoC Classic'.

## Doel van het spel
De speler is reder van een rederij die in het begin alleen wat geld heeft voor een goedkoop tweedehands vrachtschip. Met dit schip moet de speler geld verdienen door lading te transporteren van de ene haven naar de andere. Met het geld wat daarmee verdiend wordt kan de speler op termijn nieuwere/betere schepen kopen, waardoor de rederij groeit en verbetert.
Naast geld kan de speler statuspunten verdienen door met nieuwe(re) schepen te varen, zelf de havens in en uit te varen (indien gewenst met behulp van de 'add-on' sim3D) en door zonder schade langs ijsbergen, ondieptes en rotsformaties te varen. Het redden van mensen in een vlot wordt ook beloond met statuspunten.
Een goede lading (waar veel geld mee verdiend kan worden) kan gereserveerd worden, maar haalt de speler hem niet op tijd op, dan kost dat naast geld ook statuspunten.
Verder is het zaak de schepen te onderhouden door het regelmatig in dok gaan van schepen, of door het schip tegen betaling door de bemanning te laten onderhouden. Doet de speler dit niet voldoende, dan komen ratten aan boord, of ontstaat er brand. In het ergste geval zinkt het schip onderweg en is de speler schip en lading (en statuspunten) kwijt.

## Platforms
- Amiga (1987)
- DOS (1989)
- iPhone (2009)

## Ontvangst
| Beoordeeld door                | Platform | Datum         | Score |
| ------------------------------ | -------- | ------------- | ----- |
| Amiga Joker                    | Amiga    | juli 1991     | 80%   |
| ASM (Aktueller Software Markt) | Amiga    | april 1988    | 75%   |
| Happy Computer                 | Amiga    | mei 1988      | 54%   |
| Power Play                     | DOS      | februari 1991 | 52%   |
| Power Play                     | Amiga    | april 1988    | 50%   |

## Ports of Call 2008 Classic
Op 3 maart 2008 verscheen een nieuwe versie voor Windows. Dit is een grote revisie en uitbreiding. Tevens is het spel nu voor het eerst volledig in 3D.